# Elverum
Elverum es un municipio de la provincia de Innlandet, Noruega. Su superficie es de 1229 km² y tiene una población de 21 254 habitantes según el censo de 2020, lo que supone una densidad de 16,1 habitantes/km². Forma parte del distrito tradicional de Østerdalen.
Se trata de un importante nudo de comunicaciones. Hamar se encuentra al oeste, Kongsvinger al sur y Trysil al nordeste, junto a la frontera con Suecia. Limita con los municipios de Åmot al norte, Trysil al nordeste, Våler al sudeste y Løten al oeste.

## Etimología
El municipio —origialmente una parroquia, hasta 1838— toma su nombre de la antigua granja de Elverum (en nórdico antiguo Alfarheim), ya que es allí donde se construyó la primera iglesia. El primer elemento es el genitivo de elfr, que significa «río» —en alusión al Glomma—, mientras que heim significa «hogar» o «granja». Por consiguiente, Alfarheim, y su forma evolucionada Elverum, significa «la granja junto al río».

## Escudo de armas
El escudo de armas es moderno, pues data del 9 de diciembre de 1988. En él aparece un búho de color dorado sobre un campo rojo. Se eligió el búho por ser, desde la mitología griega, un símbolo de sabiduría, ya que hay muchas escuelas en la localidad. Además, en ocasiones el búho muestra de alguna manera un cierto carácter belicoso, lo que representaría el espíritu combativo del pueblo noruego. No olvidemos que en 1940, cuando Noruega fue atacada por las fuerzas nazis, fue en Elverum donde el rey Haakon VII recibió el poder del parlamento para gobernar el país y encabezar la defensa nacional, dada la emergencia que se vivía.

## Historia

### Historia militar
Durante la Guerra nórdica de los Siete Años (1563-1570), las tropas suecas invadieron Noruega desde distintos puntos, especialmente con incursiones sobre Østerdalen. En 1563, las tropas noruegas detuvieron el avance sueco precisamente en Elverum, lo que les brindó contar con un punto estratégico en las rutas comerciales y militares que iban de norte a sur y de este a oeste.
Las parroquias de Idre y Särna pertenecían en un principio a Elverum. No obstante, las tropas suecas las ocuparon en 1644, y desde entonces pertenecen a Suecia.
A partir de 1673, en el curso de la Guerra Escanesa, empezó a construirse en toda Noruega una serie de fortificaciones, entre las cuales se cuenta, a 2 kilómetros al oeste de Elverum, la Hammersberg Skanse, también conocida como Terningen Skanse, cuyo baluarte todavía hoy se conserva. Fue rebautizada en 1685 como Fortaleza Christiansfjell, en honor al rey Cristián V de Dinamarca, quien la había visitado el 14 de junio de dicho año. La Fortaleza Christiansfjell todavía desempeñó un papel estratégico durante la Gran Guerra del Norte, en las primeras décadas del siglo XVIII, pero fue cerrada y abandonada en 1742.
En 1657 se formó el regimiento de infantería Oppland y Elverum se convirtió en una plaza fuerte. Los barrios al este del río, adyacentes a la Fortaleza Christiansfjell, pasaron a denominarse Leiret (literalmente «el campamento») fueron ocupados tanto por soldados como por comerciantes y artesanos. Todavía en la actualidad, esa zona sigue siendo conocida como Leiret. El Regimiento Oppland se destacó durante las guerras contra Suecia del siglo XVII, y también durante la Campaña de Noruega, en el curso de la Segunda Guerra Mundial.
En 1878, Terningmoen, en Elverum, se convirtió en la base del regimiento Oppland y en 1896 se fundó allí una escuela de infantería. Un plan de reestructuración llevó al desmantelamiento de la unidad en 2002, pero Terningmoen todavía alberga varias subunidades del Ejército Noruego y de la Heimevernet.

### Historia civil
Durante la unión con Dinamarca (1536-1814), Elverum era la sede de un fogd o bailío, un sorenskriver o juez y un prost o pastor, y contaba con numerosos oficiales militares. Igualmente, se convirtió en una importante ciudad de mercado.
En 1570, durante la Guerra nórdica de los Siete Años, la catedral de Hamar, en Hamar, se incendió y el castillo Hamarhus, la residencia fortificada del obispo de Hamar, fue destruido por las tropas suecas. Hamar perdió así su estatus de ciudad, dejando sin kjøpstad u oficial de ciudad de mercado a todo el territorio comprendido entre Cristianía y Trondheim. La región oriental de Noruega necesitaba un mercado importante y el mercado Grundset (Grundsetmart'n) de Elverum creció para cubrir esta necesidad. Está documentado que en el siglo XVII seguía existiendo ese mercado, pero en 1765 el propietario de Gaarder obtuvo del rey privilegios especiales para establecer el mercado en su propiedad, seis millas al norte del centro de Elverum. En 1767, es descrito como el mercado más grande y más conocido de toda Noruega . En la primera semana de marzo, durante casi trescientos años, las gentes de toda la comarca se reunían allí para comerciar y organizar celebraciones. Los vecinos de Gudbrandsdal, Oslo, Trøndelag, y Suecia también acudían regularmente al Grundsetmart'n.  Sin embargo, en 1901 el mercado Grundset fue definitivamente abandonado, al perder toda importancia ante el empuje del ferrocarril y de otros mercados. 

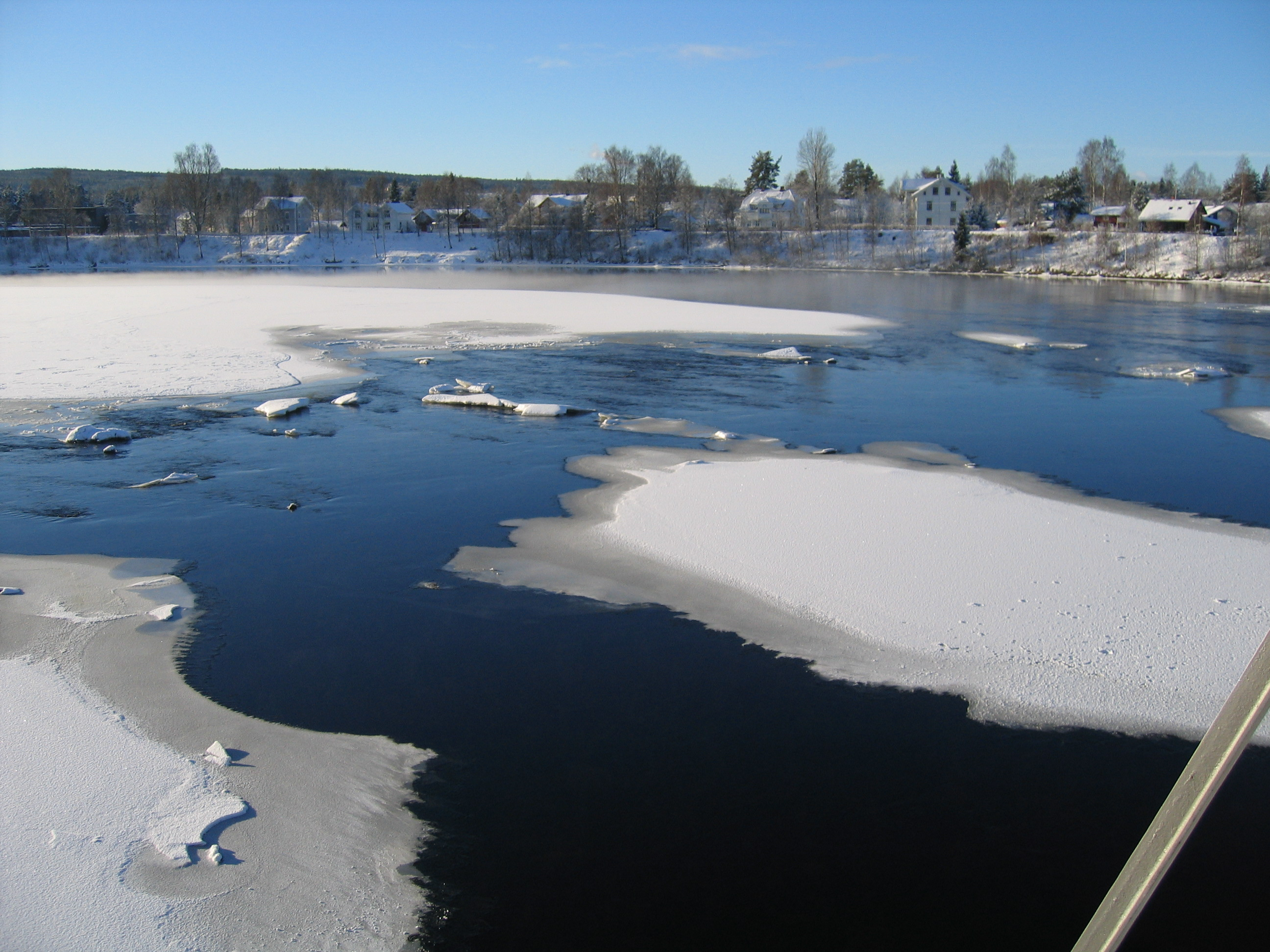
Vista de la parte occidental del río Glomma desde Gammelbrua

El ferrocarril que une Oslo con Trondheim pasa por Elverum desde 1877.

### Segunda Guerra Mundial
Durante la invasión nazi, en plena Segunda Guerra Mundial, Elverum se convirtió en la capital provisional de Noruega. El 9 de abril de 1940, el ejército noruego evitó que la Fallschirmjäger, las fuerzas de paracaidistas nazis, capturasen al rey Haakon VII de Noruega, al príncipe heredero, el futuro Olaf V de Noruega, y a los miembros del Parlamento noruego, que se encontraban allí reunidos para votar lo que se conoce como la Autorización de Elverum, es decir, la entrega al Gobierno en el exilio de las competencias que hasta entonces tenía el poder legislativo, ante la perspectiva de que, con la invasión alemana, el Parlamento iba a tardar en poder reunirse de nuevo. El 11 de abril, dos días después de esta histórica votación, las tropas nazis entraban en Elverum y reducían el centro de la localidad a cenizas.

## Museos

### Museo Forestal Noruego
El Museo Forestal Noruego es un museo que busca dar a conocer la importancia que tiene el bosque en la historia y la economía de Noruega, tanto desde el punto de vista de la silvicultura, como de la caza y la pesca.

### Museo Glomdal

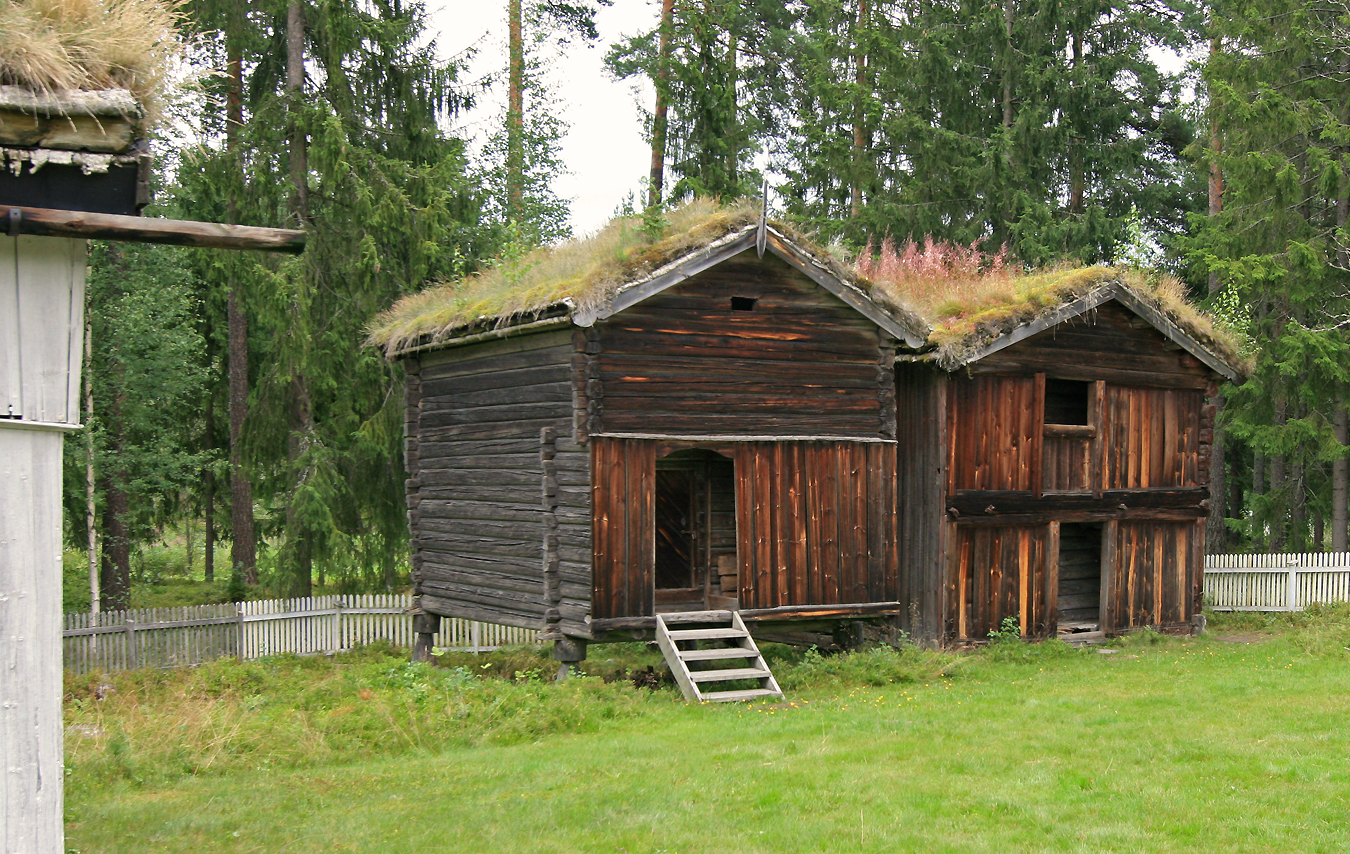
Museo Glomdal

En la orilla oriental del río Glomma, un puente peatonal cruza la cascada Klokkerfoss hacia Prestøya. A continuación, otro puente cruza las cascadas Prestfossen y se llega por fin al Museo Glomdal, uno de los mayores museos al aire libre de Noruega, con numerosas estructuras que reproducen las casas típicas de la cuenca del Glomma y las aldeas de Østerdalen y el Solør. Las instalaciones del museo incluyen una amplia biblioteca, en la cual incluso se conservan algunos manuscritos medievales.

## Ciudades hermanadas
Elverum está hermanada con las siguientes ciudades:
- Haslev, en el municipio de Faxe (Región de Selandia, Dinamarca).
- Tsumeb, en la  región de Oshikoto, Namibia.
- Siilinjärvi, Savonia del Norte, Finlandia.
- Sunne, Värmland, Suecia.